# Waldo Dunnington
Guy Waldo Dunnington (* 15. Januar 1906 in Bowling Green, Missouri; † 10. April 1974 in Natchitoches, Louisiana) war ein US-amerikanischer Mathematikhistoriker.
Dunnington lehrte Germanistik und Mathematikgeschichte in St. Louis, Kansas City und La Crosse in Wisconsin, bevor er 1946 Germanistikprofessor an der Northwestern State University in Natchitoches wurde. Er ist vor allem für seine Biographie von Carl Friedrich Gauß bekannt, die zuerst 1955 erschien und auf jahrzehntelanger Forschung beruht (sein Archiv zu Gauß ging nach seinem Tod an seine Universität).

## Schriften
- Carl Friedrich Gauss. Titan of Science. A Study of his Life and Work. Hafner, New York NY 1955, (Reprint. With additional material by Jeremy Gray and Fritz-Egbert Dohse. Mathematical Association of America, Washington DC 2004, ISBN 0-88385-547-X).